# A5506T
A5506T（えーごーごーぜろろくてぃー）は、東芝によって開発された、auブランドを展開するKDDIおよび沖縄セルラー電話の第三世代携帯電話（CDMA 1X）端末製品である。

## 概要
A5504Tの兄弟機種で、ヨーロピアン調のデザインを採用している。ただしBluetoothは搭載していない。
カメラの画素数が従来の100万画素から130万画素にアップしているほか、QRコードにも対応している。
なお、この機種以降のau向けの東芝製端末は、一部の機種を除いて基本的に、カーソルキーの上にある3つのボタンが1つ減って2つになっている。

## 沿革
- 2004年1月23日 - 技術基準適合証明 (TELEC) 通過
- 2004年5月17日 - KDDI、および東芝より公式発表
- 2004年6月12日 - 発売開始